# カールトン・W・フォークナー
カールトン・W・フォークナー（Carlton W. Faulkner, 1904年6月7日 - 1967年1月28日）は、アメリカ合衆国の音響技術者である。『王様と私』（1956年）によりアカデミー賞録音賞を受賞した。

## 受賞とノミネート
| 賞           | 年   | 部門       | 作品名       | 結果       |
| ------------ | ---- | ---------- | ------------ | ---------- |
| アカデミー賞 | 1955 | 録音賞     | 慕情         | ノミネート |
| アカデミー賞 | 1956 | 録音賞     | 王様と私     | 受賞       |
| アカデミー賞 | 1958 | 録音賞     | 若き獅子たち | ノミネート |
| アカデミー賞 | 1959 | 録音賞     | 地底探検     | ノミネート |
| アカデミー賞 | 1959 | 特殊効果賞 | 地底探検     | ノミネート |